# MTV Movie Awards Latin America
Los MTV Movie Awards Latin America fueron una entrega de premios dedicados a las películas de Latinoamérica. Solamente hubo dos entregas de los premios, en el 2001 y 2002. Es considerado el predecesor a los MTV Movie Awards México, realizado a partir del 2003 festejando exclusivamente a películas mexicanas.

## Ganadores

### 2001
- Película de la Gente - México: Amores perros
- Película de la Gente - Chile: El chacotero sentimental: La película
- Película de la Gente - Argentina: Nueve reinas

### 2002
- Película de la Gente - México: Y tu mamá también[2]
- Película de la Gente - Chile: Taxi para tres[2]
- Película de la Gente - Argentina: Déjala correr[2]
- Mejor Canción de una Película: "De La Calle" — Ely Guerra (De la calle)[2]
- Mejor Fuga de Talento Mexicano al Extranjero: Guillermo del Toro - El Espinazo Del Diablo (director)[2]
- Mejor Beso: Diego Luna y Maribel Verdú - Y tu mamá también[2]
- Mejor Insulto: Diego Luna y Gael García Bernal - Y tu mamá también[2]
- Mamacita del Año: Bárbara Mori - Inspiración[2]
- Mamá Más Mala María Rojo - Nadie te oye: Perfume de violetas[2]